# Волосатовы
Волосатовы (Волосатые, Волосатово) — древний дворянский род.

## История рода
Андрей Волосатов был воеводою в войсках Дмитрия Донского, на Куликовской битве (08 сентября 1380).
Андрей Никифорович служил дворцовым дьяком при великом князе Василии III Ивановиче.  В эпоху присоединения Пскова (1510) он был послан в туда управлять ямской частью и наблюдать за ливонскими границами.   Так же он ездил послом к Императору Карлу V и к его брату Эрцгерцогу Фердинанду  Австрийскому (1527).
Григорий Никифорович описывал земли в Новгородской области (1524).
Владимир Иванович Волосатов был убит в зимнем казанском походе (1550) и имя его вписано в синодик московского Успенского собора на вечное поминовение.
Наум Иванович, сын боярский, подписался (1565) в поручной записи по боярину Ивану Петровичу Яковле-Захарьину.
Борис Горяинов сын Волосатово погиб в битве при Молодях (июль 1572).
Опричниками Ивана Грозного числятся: Пётр Иванович и Самсон Андреевич Волосатово (1573). Пётр Волосатый был головой в Ливонском походе (1576).
Смоленский боярский сын  Иван Волосатый назначен управлять одной из Смоленских башен в осадное время.  (1609).
Вдова Григория —  Акулина и сын Трифон возвратились из польского плена (1613). Антонида Волосотово постельница царицы Евдокии Лукьяновны (1633).
Трое Волосатовых упоминаются при осаде Смоленска (1634). Четверо Волосатовых владели имениями (1699).
Волосатовы владели поместьями в Каширском, Ростовском и Ярославском уездах.
Значатся также по Саратовской и Тамбовской губерний, утверждённые по личным заслугам.